# Florencia de Saracho
Florencia de Saracho (Arizona Estados Unidos ; 4 de diciembre de 1981) es una ex actriz mexicana.

## Biografía
Inició su carrera artística en Telemax Hermosillo sonora. Después hizo telenovela Las vías del amor de 2002 dando vida a Pamela Fernández. Se integra al elenco de Sueños y caramelos en el 2005, con Alessandra Rosaldo. Después realiza el personaje de Liliana Mendoza como papel protagónico juvenil en Piel de otoño, junto a Laura Flores y Sergio Goyri. 
Participa en Rebelde telenovela juvenil como Romina, en el 2006. Realiza una gran actuación en Yo amo a Juan Querendón, dando vida al personaje de Marely Cachón de la Cueva. 
En 2008 se integra a Juro que te amo, como la malvada Mariela Fregoso, junto a Ana Brenda Contreras, José Ron, Alejandro Ávila, Cecilia Gabriela y Alexis Ayala. Al año siguiente, en el 2009 fue Elena Parra-Ibáñez en Mar de amor.
En 2011 se integra al elenco de Cuando me enamoro sustituyendo a Wendy Gonzalez en el papel de Adriana Beltrán.
En 2012, el productor Carlos Moreno Laguillo la convocaría para integrarse al elenco de Amor bravío al lado de Silvia Navarro, Cristian de la Fuente, Leticia Calderón y César Évora. Ese mismo año, Mapat la llamaría para La mujer del vendaval al lado de Ariadne Díaz, José Ron y Chantal Andere en la que tendría su segundo antagónico.
También tuvo una pequeña aparición en el video musical "Buen Día" de "Panda".
En 2013 anunció que se retiraría momentáneamente del mundo de la actuación debido a que quería dedicar tiempo a su marido y familia, siendo La mujer del vendaval su última participación en las telenovelas.
En 2014, el 9 de enero se convirtió en madre de un niño llamado Santiago.
En 2015 regresa a las telenovelas, convocada por el productor Carlos Moreno Laguillo para la telenovela A que no me dejas al lado de Camila Sodi, Osvaldo Benavides, Leticia Calderón y Arturo Peniche.
En el 2018 es llamada nuevamente por Carlos Moreno Laguillo para la telenovela Y mañana será otro día.

## Filmografía

### Televisión
| Año       | Telenovela              | Personaje                            |
| --------- | ----------------------- | ------------------------------------ |
| 2018      | Y mañana será otro día  | Ximena Carrera                       |
| 2015-2016 | A que no me dejas       | Karen Rangel                         |
| 2012-2013 | La mujer del Vendaval   | María Laura Morales Aldama           |
| 2012      | Amor bravío             | Natalia Jiménez                      |
| 2010-2011 | Cuando me enamoro       | Adriana Sánchez Beltrán #2           |
| 2009-2010 | Mar de amor             | Elena "Elenita" Parra-Ibáñez Briceño |
| 2008-2009 | Juro que te amo         | Mariela Fregoso de Cuellar           |
| 2007-2008 | Yo amo a Juan Querendón | Marely Cachón de la Cueva            |
| 2006      | Rebelde                 | Romina Álvarez                       |
| 2005      | Sueños y caramelos      | Ashley Monraz                        |
| 2005      | Piel de otoño           | Liliana Mendoza Villareal            |
| 2002-2003 | Las vías del amor       | Pamela Fernández                     |

| 2002 || El juego de la vida  ||
|-

### Programas
| Año  | Programa           | Personaje |
| ---- | ------------------ | --------- |
| 2015 | Como dice el dicho | Karla     |